# Cuges-les-Pins
Cuges-les-Pins is een gemeente in het Franse departement Bouches-du-Rhône (regio Provence-Alpes-Côte d'Azur). De plaats maakt deel uit van het arrondissement Marseille. Cuges-les-Pins telde op 1 januari 2022 5.949 inwoners.

## Geografie
De oppervlakte van Cuges-les-Pins bedroeg op 1 januari 2022 38,81 vierkante kilometer; de bevolkingsdichtheid was toen 153,3 inwoners per km².
In het noorden wordt de gemeente begrensd door het bergmassief van Saint-Baume.
De onderstaande kaart toont de ligging van Cuges-les-Pins met de belangrijkste infrastructuur en aangrenzende gemeenten.

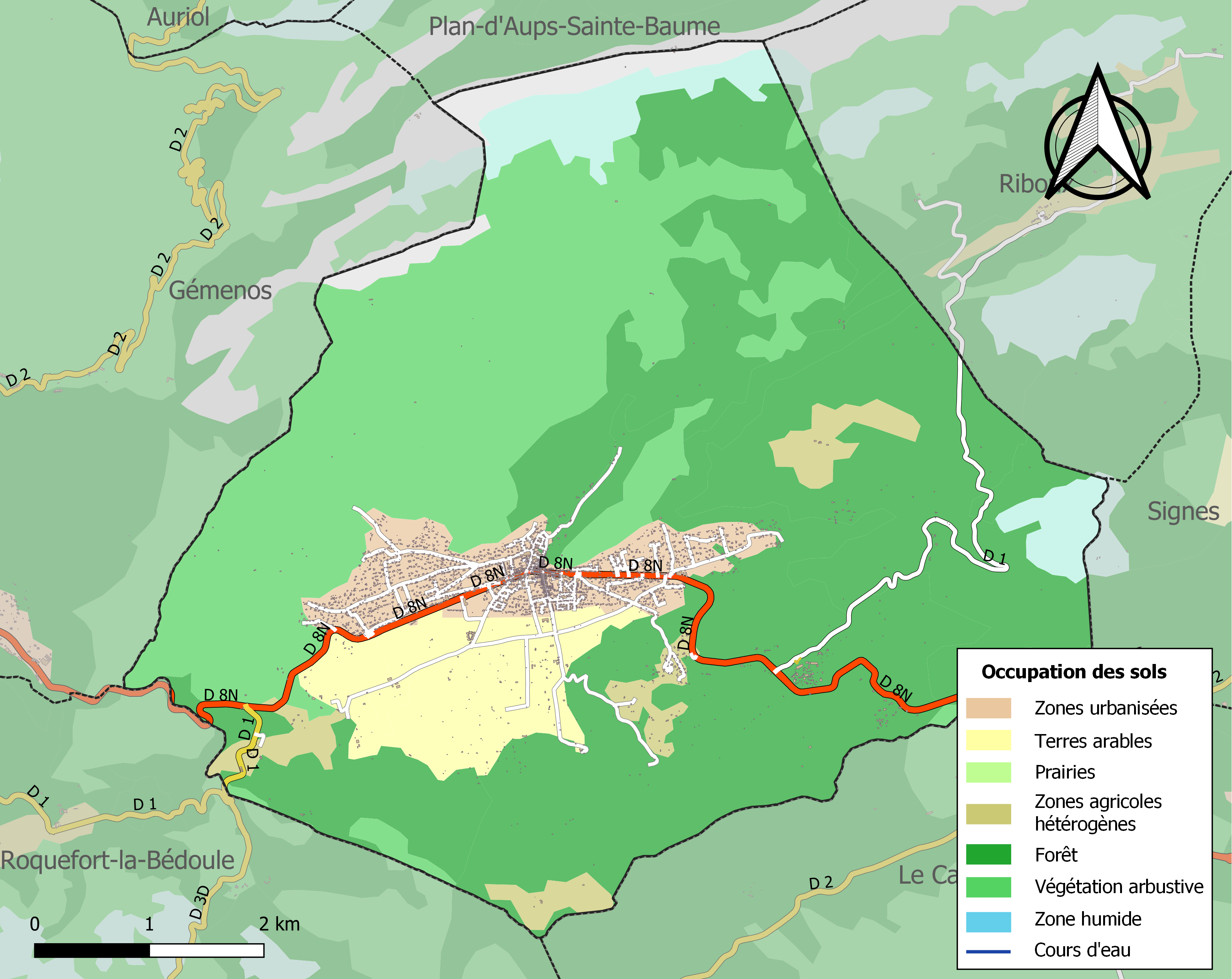

## Demografie
Onderstaande figuur toont het verloop van het inwonertal (bron: INSEE-tellingen).
Vanwege een beveiligingsprobleem met de MediaWiki Graph-software is het momenteel niet mogelijk deze grafiek weer te geven. Zodra de software is bijgewerkt zal de grafiek vanzelf weer zichtbaar worden.